# 5021 Krylania
Az 5021 Krylania (ideiglenes jelöléssel 1982 VK12) egy kisbolygó a Naprendszerben. Ljudmila Georgijevna Karacskina fedezte fel 1982. november 13-án.